# Simning vid världsmästerskapen i simsport 2024 – Damernas 200 meter medley
Damernas 200 meter medley vid världsmästerskapen i simsport 2024 avgjordes mellan den 11 och 12 februari 2024 i Aspire Dome i Doha i Qatar.
Amerikanska Kate Douglass tog guld efter ett lopp på 2 minuter och 7,05 sekunder. Silvret togs av kanadensiska Sydney Pickrem och bronset togs av kinesiska Yu Yiting.

## Rekord
Inför tävlingens start fanns följande världs- och mästerskapsrekord:
|                   | Namn           | Nation | Tid     | Ort             | Datum          |
| ----------------- | -------------- | ------ | ------- | --------------- | -------------- |
| Världsrekord      | Katinka Hosszú | Ungern | 2.06,12 | Kazan, Ryssland | 3 augusti 2015 |
| Mästerskapsrekord | Katinka Hosszú | Ungern | 2.06,12 | Kazan, Ryssland | 3 augusti 2015 |

## Resultat

### Försöksheat
Försöksheaten startade den 11 februari klockan 09:32.
| Placering | Heat | Bana | Namn                  | Nationalitet   | Tid     | Noteringar       |
| --------- | ---- | ---- | --------------------- | -------------- | ------- | ---------------- |
| 1         | 3    | 4    | Kate Douglass         | USA            | 2.10,01 | 0Q0              |
| 2         | 2    | 4    | Sydney Pickrem        | Kanada         | 2.10,97 | 0Q0              |
| 3         | 1    | 4    | Marrit Steenbergen    | Nederländerna  | 2.11,45 | 0Q0              |
| 4         | 1    | 3    | Yu Yiting             | Kina           | 2.11,53 | 0Q0              |
| 5         | 1    | 5    | Abbie Wood            | Storbritannien | 2.11,57 | 0Q0              |
| 6         | 2    | 3    | Charlotte Bonnet      | Frankrike      | 2.12,32 | 0Q0              |
| 7         | 2    | 6    | Ashley McMillan       | Kanada         | 2.12,65 | 0Q0              |
| 8         | 3    | 5    | Anastasia Gorbenko    | Israel         | 2.12,76 | 0Q0              |
| 9         | 2    | 5    | Sara Franceschi       | Italien        | 2.13,66 | 0Q0              |
| 10        | 3    | 3    | Kim Seo-yeong         | Sydkorea       | 2.13,85 | 0Q0              |
| 11        | 1    | 2    | Lena Kreundl          | Österrike      | 2.14,03 | 0Q0              |
| 12        | 3    | 2    | Kristen Romano        | Puerto Rico    | 2.14,24 | 0Q0              |
| 13        | 2    | 2    | Letitia Sim           | Singapore      | 2.14,26 | 0Q0, drog sig ur |
| 14        | 3    | 6    | Dalma Sebestyen       | Ungern         | 2.14,27 | 0Q0              |
| 15        | 1    | 6    | Cyrielle Duhamel      | Frankrike      | 2.15,24 | 0Q0              |
| 16        | 3    | 7    | Tamara Potocká        | Slovakien      | 2.15,69 | 0Q0Q             |
| 17        | 1    | 7    | Stefanía Gómez        | Colombia       | 2.16,22 | 0Q0              |
| 18        | 3    | 1    | McKenna DeBever       | Peru           | 2.16,52 |                  |
| 19        | 2    | 7    | Kamonchanok Kwanmuang | Thailand       | 2.17,48 |                  |
| 20        | 2    | 8    | Stephanie Iannaccone  | Guatemala      | 2.18,43 |                  |
| 21        | 2    | 1    | Nicole Frank          | Uruguay        | 2.20,66 |                  |
| 22        | 1    | 1    | Valerie Tarazi        | Palestina      | 2.22,88 |                  |
| 23        | 1    | 8    | Inana Soleman         | Syrien         | 2.27,15 |                  |
| 24        | 3    | 0    | Mok Sze Ki            | Hongkong       | 2.29,14 |                  |
| 25        | 3    | 8    | Hamna Ahmed           | Maldiverna     | 2.54,15 |                  |

### Semifinaler
Semifinalerna startade den 11 februari klockan 20:01.
| Placering | Heat | Bana | Namn               | Nationalitet   | Tid     | Noteringar |
| --------- | ---- | ---- | ------------------ | -------------- | ------- | ---------- |
| 1         | 2    | 4    | Kate Douglass      | USA            | 2.08,41 | 0Q0        |
| 2         | 1    | 4    | Sydney Pickrem     | Kanada         | 2.08,76 | 0Q0        |
| 3         | 1    | 5    | Yu Yiting          | Kina           | 2.08,83 | 0Q0        |
| 4         | 1    | 6    | Anastasia Gorbenko | Israel         | 2.10,15 | 0Q0        |
| 5         | 1    | 3    | Charlotte Bonnet   | Frankrike      | 2.10,24 | 0Q0        |
| 6         | 2    | 5    | Marrit Steenbergen | Nederländerna  | 2.11,23 | 0Q0        |
| 7         | 2    | 3    | Abbie Wood         | Storbritannien | 2.11,35 | 0Q0        |
| 8         | 2    | 6    | Ashley McMillan    | Kanada         | 2.12,23 | 0Q0        |
| 9         | 2    | 2    | Sara Franceschi    | Italien        | 2.12,34 |            |
| 10        | 1    | 2    | Kim Seo-yeong      | Sydkorea       | 2.12,72 |            |
| 11        | 2    | 1    | Dalma Sebestyen    | Ungern         | 2.13,25 |            |
| 12        | 1    | 7    | Kristen Romano     | Puerto Rico    | 2.13,33 |            |
| 13        | 2    | 7    | Lena Kreundl       | Österrike      | 2.13,72 |            |
| 14        | 1    | 1    | Cyrielle Duhamel   | Frankrike      | 2.13,93 |            |
| 15        | 2    | 8    | Tamara Potocká     | Slovakien      | 2.15,36 |            |
| 16        | 1    | 8    | Stefanía Gómez     | Colombia       | 2.19,30 |            |

### Final
Finalen startade den 12 februari klockan 20:23.
| Placering | Bana | Namn               | Nationalitet   | Tid     | Noteringar |
| --------- | ---- | ------------------ | -------------- | ------- | ---------- |
| 1         | 4    | Kate Douglass      | USA            | 2.07,05 |            |
| 2         | 5    | Sydney Pickrem     | Kanada         | 2.08,56 |            |
| 3         | 3    | Yu Yiting          | Kina           | 2.09,01 |            |
| 4         | 6    | Anastasia Gorbenko | Israel         | 2.10,17 |            |
| 5         | 7    | Marrit Steenbergen | Nederländerna  | 2.10,24 |            |
| 6         | 1    | Abbie Wood         | Storbritannien | 2.11,20 |            |
| 7         | 2    | Charlotte Bonnet   | Frankrike      | 2.11,23 |            |
| 8         | 8    | Ashley McMillan    | Kanada         | 2.13,48 |            |